# Kelly Reichardt
Kelly Reichardt   (Miami, 3 de març de 1964) és una escriptora, guionista i directora de cinema estatunidenca.

## Biografia
Va desenvolupar la passió per la fotografia quan era jove. Els seus pares eren policies que es van separar quan ella era jove. Va obtenir el seu MFA a l'Escola del Museu de Belles Arts de Boston. A més de treballar com a directora, també imparteix classes a col·legis d'arts liberals. Va debutar en cinema en 1994 amb River of Grass, que va ser nominada a tres premis Independent Spirit i al Premi del Jurat al Festival de Cinema de Sundance.
En 1999 va filmar el migmetratge Ode, basat en la novel·la de Herman Raucher que contava la història de Bobbie Lee i Billie Joe. En 2006 va dirigir i va escriure Old Joy, amb la qual va aconseguir popularitat. Basada en el relat homònim de Jon Raymond, la pel·lícula va guanyar els premis de la Los Angeles Film Critics Association, el Festival Internacional de Cinema de Rotterdam i el Festival de Cinema de Sarasota. Neil Kopp va ser premiat com a productor en el 2007 als Premis Independent Spirit pel seu treball a Old Joy i Paranoid Park.
En 2008 va dirigir un altre llargmetratge, Wendy and Lucy, també basat en un relat de Jon Raymond. Raymond va treballar amb Reichardt per adaptar el guió de la pel·lícula, que va ser llançada al desembre de 2008.
El 2010 va ser directora i editora de Meek's Cutoff, protagonitzada per Paul Dano i Michelle Williams, mentre que el 2013 va dirigir Night Moves, protagonitzada per Jesse Eisenberg, Peter Sarsgaard i Dakota Fanning.
El 2016 va estrenar Certain Women, protagonitzada per Michelle Williams, Kristen Stewart i Laura Dern. L'octubre de 2018, es va anunciar que Reichardt havia posat Undermajordomo Minor en suspens i, en canvi, es reuniria amb Raymond per dirigir First Cow, una adaptació de la seva novel·la The Half-Life.
En general, les pel·lícules que ha dirigit han rebut crítiques positives per part de la crítica, totes elles superiors al 80% (certificada fresca) al lloc web de l'agregador de crítiques de pel·lícules Rotten Tomatoes, amb les més altes River of Grass i First Cow (ambdues el 95%). Com que és una directora que treballa en el cinema independent, les seves pel·lícules no han tingut grans èxits a la taquilla, i Certain Women és la que ha recaptat més amb $1.1 milions.  

## Filmografia
| Any  | Títol          | Paper                                      | Notes        | Ref.   |
| ---- | -------------- | ------------------------------------------ | ------------ | ------ |
| 1994 | River of Grass | Director/guionista/coautora                | Opera prima  | [ 9 ]  |
| 1999 | Ode            | Director/guionista/directora de fotografia | Curtmetratge | [ 10 ] |
| 2001 | Then a Year    | Director                                   | Curtmetratge | [ 11 ] |
| 2004 | Travis         | Director                                   | Curtmetratge | [ 12 ] |
| 2006 | Old Joy        | Director/guionista/editor                  |              | [ 13 ] |
| 2008 | Wendy and Lucy | Director/coguionista/editor                |              | [ 13 ] |
| 2010 | Meek's Cutoff  | Director/editor                            |              | [ 13 ] |
| 2013 | Night Moves    | Director/coguionista/editor                |              | [ 13 ] |
| 2016 | Certain Women  | Director/guionista/editor                  |              | [ 13 ] |
| 2019 | First Cow      | Director/coguionista/editor                |              | [ 14 ] |
| TBA  | Showing Up     | Director/coguionista                       |              |        |

## Premis
| Any  | Institució                                  | Categoria                                                     | Obra nominada  | Resultat  | Ref.   |
| ---- | ------------------------------------------- | ------------------------------------------------------------- | -------------- | --------- | ------ |
| 1994 | Festival de Cinema de Sundance              | Gran Premi del Jurat: Dramatic                                | River of Grass | Nominat   | [ 15 ] |
| 1996 | Premis Independent Spirit                   | Millor pel·lícula                                             | River of Grass | Nominat   |        |
| 1996 | Premis Independent Spirit                   | Millor primer guió                                            | River of Grass | Nominat   |        |
| 1996 | Premis Independent Spirit                   | Premi Someone to Watch                                        | River of Grass | Nominat   |        |
| 2006 | Premis Gothan Film Independent              | Millor pel·lícula                                             | Old Joy        | Nominat   |        |
| 2006 | Los Angeles Film Critics Association Awards | Premi The Douglas Edwards Experimental/Independent Film/Video | Old Joy        | Guanyador |        |
| 2007 | Premis Independent Spirit                   | Premi John Cassavetes                                         | Old Joy        | Nominat   |        |
| 2008 | Alliance of Women Film Journalists          | Millor directora                                              | Wendy and Lucy | Nominat   |        |
| 2008 | Alliance of Women Film Journalists          | Millor guionista femenina                                     | Wendy and Lucy | Nominat   |        |
| 2008 | Festival de Cinema de Canes                 | Un Certain Regard                                             | Wendy and Lucy | Nominat   |        |
| 2008 | Festival Internacional de Cinema de Chicago | Hugo d’Or (Millor pel·lícula)                                 | Wendy and Lucy | Nominat   |        |
| 2010 | Mostra de Venècia                           | Lleó d'Or                                                     | Meek's Cutoff  | Nominat   | [ 16 ] |
| 2010 | Mostra de Venècia                           | SIGNIS Award                                                  | Meek's Cutoff  | Guanyador | [ 16 ] |
| 2011 | Alliance of Women Film Journalists          | Millor directora                                              | Meek's Cutoff  | Nominat   |        |
| 2011 | Gotham Independent Film Awards              | Millor pel·lícula                                             | Meek's Cutoff  | Nominat   |        |
| 2013 | Mostra de Venècia                           | Lleó d'Or                                                     | Night Moves    | Nominat   |        |
| 2016 | Alliance of Women Film Journalists          | Millor directora                                              | Certain Women  | Nominat   |        |
| 2016 | Alliance of Women Film Journalists          | Millor guionista                                              | Certain Women  | Guanyador |        |
| 2016 | Gotham Independent Film Awards              | Millor pel·lícula                                             | Certain Women  | Nominat   | [ 17 ] |
| 2016 | Gotham Independent Film Awards              | Premi de l’Audiència                                          | Certain Women  | Nominat   | [ 17 ] |
| 2016 | Festival de Cinema de Londres               | Millor pel·lícula                                             | Certain Women  | Guanyador | [ 9 ]  |
| 2017 | Premis Independent Spirit                   | Millor director                                               | Certain Women  | Nominat   | [ 18 ] |
| 2020 | Alliance of Women Film Journalists          | Millor director                                               | First Cow      | Nominat   |        |
| 2020 | Alliance of Women Film Journalists          | Millor guió adaptat                                           | First Cow      | Nominat   |        |
| 2020 | Alliance of Women Film Journalists          | Millor directora                                              | First Cow      | Nominat   |        |
| 2020 | Austin Film Critics Association Awards      | Millor director                                               | First Cow      | Nominat   | [ 19 ] |
| 2020 | Festival de Cinema de Berlín                | Ós d'Or                                                       | First Cow      | Nominat   | [ 20 ] |
| 2020 | Critics' Choice Awards                      | Millor guió adaptat                                           | First Cow      | Nominat   | [ 21 ] |
| 2020 | Chicago Film Critics Association Awards     | Millor director                                               | First Cow      | Nominat   |        |
| 2020 | Chicago Film Critics Association Awards     | Millor guió adaptat                                           | First Cow      | Nominat   |        |
| 2020 | Gotham Independent Film Awards              | Millor pel·lícula                                             | First Cow      | Nominat   | [ 22 ] |
| 2020 | Gotham Independent Film Awards              | Millor guió                                                   | First Cow      | Nominat   | [ 22 ] |
| 2020 | Premis Independent Spirit                   | The Bonnie Award                                              | Ella mateixa   | Guanyador | [ 23 ] |
| 2020 | USC Scripter Award                          | USC Scripter Award                                            | First Cow      | Nominat   | [ 24 ] |
| 2021 | Premis Independent Spirit                   | Millor director                                               | First Cow      | Nominat   | [ 25 ] |
| 2021 | British Independent Film Awards             | Millor pel·lícula independent internacional                   | First Cow      | Nominat   | [ 26 ] |